# Élections sénatoriales de 2020 en Géorgie
 (avril 2021).
Si vous disposez d'ouvrages ou d'articles de référence ou si vous connaissez des sites web de qualité traitant du thème abordé ici, merci de compléter l'article en donnant les références utiles à sa vérifiabilité et en les liant à la section « Notes et références ».
En pratique : Quelles sources sont attendues ? Comment ajouter mes sources ?
Les élections sénatoriales de 2020 en Géorgie ont lieu le 3 novembre 2020 afin d'élire les 56 membres du Sénat de l'État américain de Géorgie.

## Système électoral
Le Sénat de Géorgie est la chambre haute de son parlement bicaméral. Il est composé de 56 sièges pourvus pour deux ans au scrutin uninominal majoritaire à deux tours dans autant de circonscriptions.

## Résultats
|       | Parti républicain (R) | 34 | 1             |  |  |  |
|       | Parti démocrate (D)   | 22 | 1             |  |  |  |
|       |                       |    |               |  |  |  |
| Total | Total                 | 56 | en stagnation |  |  |  |

En novembre 2020, le Républicain David Perdue (49,7%) n'obtient pas 50% des votes contre Jon Ossoff (47,9%), Le deuxième vote effectué en janvier 2021 mène à la victoire de Jon Ossoff avec 50,6% des votes.